# Adam Levin von Witzleben der Jüngere

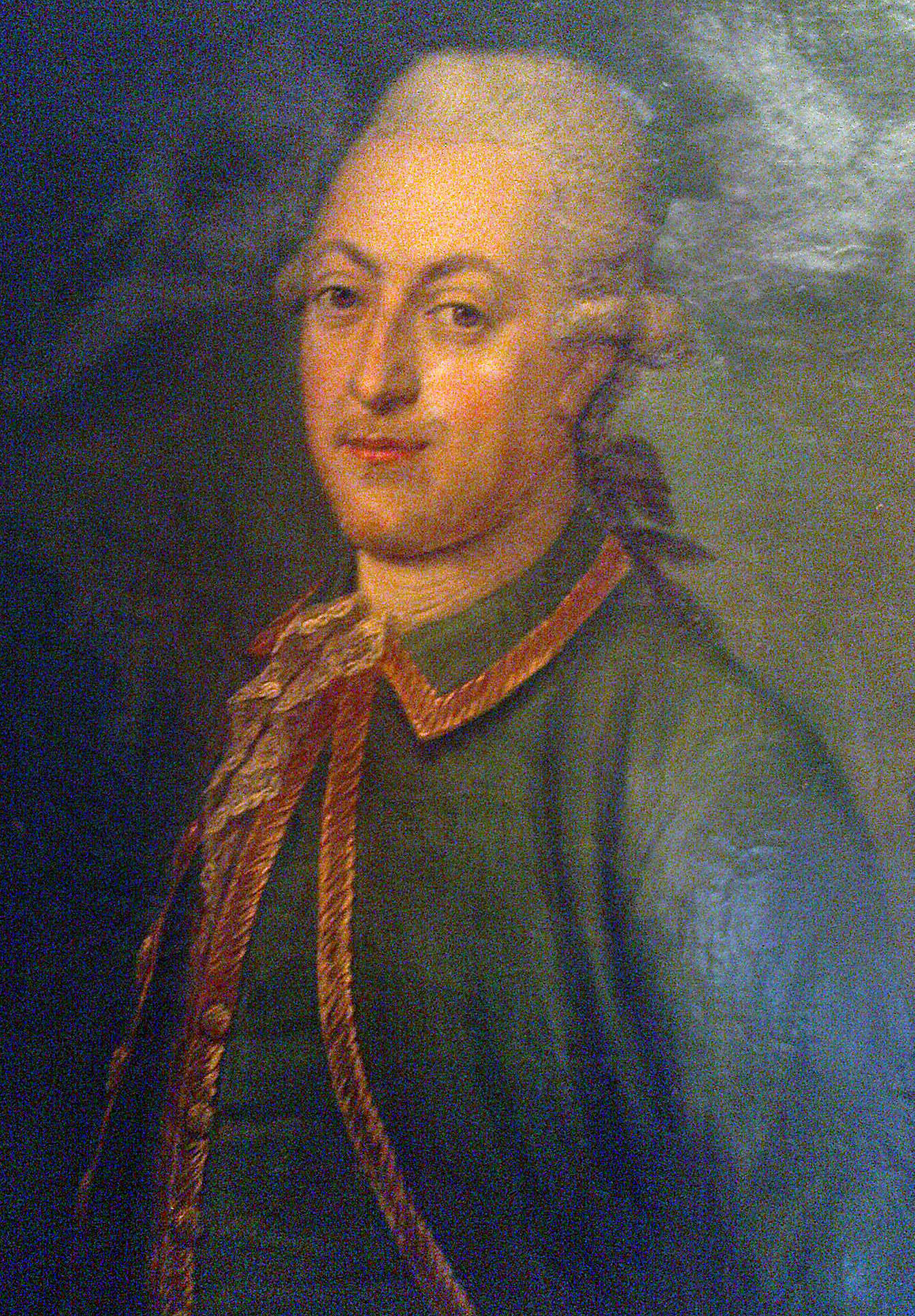
Porträt von Adam Levin d. J. von Witzleben in dänischer Offiziersuniform.

Adam Levin von Witzleben der Jüngere (* 17. Juni 1721; † 8. Juli 1766), genannt auch Adam Levin der Jüngere von Witzleben, stammte aus dem Thüringer Uradelsgeschlecht von Witzleben. Er war ein dänischer Offizier, Erneuerer der Rittergüter Hude und Elmeloh und Vater der Dichterin Henriette Eleonore Agnes von Witzleben.

## Leben
Adam Levin von Witzleben wurde als Sohn von Christoph Burckhard von Witzleben und dessen Ehefrau Anna Theresia von Dorgelo geboren. Er wurde nach seinem Onkel, dem dänischen Hofbeamten Adam Levin von Witzleben (1688–1745) benannt. Nach seiner schulischen Ausbildung trat er in die dänische Armee ein. Am 30. April 1743 wurde er zum Lieutenant beim Schleswigschen Regiment ernannt. Am 30. Oktober 1745 wurde er Besitzer des Rittergutes Hude.
Er quittierte den Militärdienst und heiratete am 31. Mai 1748 Karoline von Sobbe. Als Karoline Adams Mutter vorgestellt wurde, sagte diese, beeindruckt von ihrer Jugend und Schönheit: „Adam, von welchem Altare hast du diese Heilige geraubt?“
Aus der Ehe gingen fünf Söhne und sechs Töchter hervor. Adam Levin verband eine lange Freundschaft mit dem Stadtsyndikus von Oldenburg, Anton Wilhelm von Halem. Mit diesem gründete er am 28. Juli 1748 die Freimaurerloge Abel, die Vorläufer der bis heute existierenden Loge Zum goldenen Hirsch ist.

## Gutsbesitzer von Hude
Adam Levin setzte in seiner Zeit als Gutsbesitzer umfangreiche Urbanisierungsmaßnahmen in den weit gestreuten Liegenschaften um Hude durch und baute das ehemalige Abtshaus des Klosters als Guts- und Jagdhaus weiter aus.
Er führte auch Planungen zum Bau eines Landschaftsparks um das Kloster Hude aus, die er aber auf Grund seines plötzlichen Todes nicht mehr vollenden konnte. Sein ältester Sohn, Christoph Ernst von Witzleben, konnte erst im Jahre 1790 mit dem Bau des Parks beginnen. Der ursprünglich von Adam Levin geplante Englische Landschaftsgarten existiert noch heute rund um das Kloster und das Gut.

## Kinder
Söhne
- Christoph Ernst (* 14. März 1751; † 9. Februar 1813)

⚭ 24. Oktober 1786 Elisabeth Luise Philippine Ernestine von Weitelshausen (* 23. November 1746; † 17. März 1808)
⚭ 9. April 1809 Friederike Auguste Wilhelmine von Römer (* 26. August 1774; † 8. März 1863)
- Rochus Friedrich Otto (* 10. April 1758; † 1826) ⚭ 1788 Marianne Wilhelmine Antoinette Maximiliane von Biedenfeldt (* 11. Februar 1750; † 1831)
- Christoph Henning (* 24. Juni 1759; † 25. Januar 1838) ⚭ Frederike Juliane Marie Charlotte Luise von Stolberg-Stolberg (* 9. November 1759; † 20. Mai 1847), Tochter von Christian Günther von Stolberg-Stolberg (1714–1765)
- Christoph Burchard Reiniger (* 20. August 1760; † 17. Oktober 1815) ⚭ Hedwig Dorothea von Rumohr (* 1764; † nach 1840)
- Albrecht Friedrich Karl (* 8. Juli 1763; † 27. Dezember 1843) ⚭ 17. Oktober 1794 Maria Dorothea Humble (* 13. November 1769; † 25. November 1841)

Töchter
- Sophie Hedwig Amalie (* 25. Februar 1752; † 18. April 1819)
- Charlotte Amalie Henriette (* 27. März 1753) ⚭ 1777 Ditlow Ludwig Heinrich von Linstow, Herr auf Vietschow
- Auguste Caroline Frederike (* 9. Februar 1755) ⚭ 1786 Friedrich von Linstow
- Therese Katharine Karoline (* 24. Februar 1756; † 3. November 1811)
- Henriette Eleonore Agnes (* 9. Oktober 1761; † 15. November 1788)[2] ⚭ Friedrich Leopold zu Stolberg-Stolberg
- Katharina Vincentina (* 22. November 1764; † 18. Januar 1805)